# Raudfjorden
Raudfjorden (« fjord rouge ») est un fjord de 20 km de long et 5 km de large sur la côte nord-ouest du Spitzberg.
Il a deux branches sud, Klinckowströmfjorden et Ayerfjorden. 